# Oberon Media
Oberon Media (также известна как Oberon Games) — частная компания, разработчик, издатель и дистрибьютор компьютерных игр. Oberon Media занимается в основном мультиплатформенными казуальными играми, и особенно онлайновыми играми для социальных сетей. Также в активе Oberon Media много мобильных игр для смартфонов и карманных компьютеров, интерактивного телевидения и операционных систем. Крупнейшими и постоянными партнёрами Oberon Media, для которых она производит игры на заказ, являются компании Microsoft, AT&T, Yahoo!, Electronic Arts и Orange France.
Штаб-квартира Oberon Media расположена в Нью-Йорке, а офисы находятся в США, странах Европы и Азии, включая Россию.

## История
Oberon Media была основана в 2003 году.
31 мая 2007 года Oberon Media приобрела компанию I-play, являющуюся на тот момент лидером на рынке мобильных казуальных игр. Вместе с этим Oberon Media сообщила о привлечении новых денежных средств от своих инвесторов, а именно от Goldman Sachs, Oak Investment Partners, Lehman Brothers и других. Покупка I-play была сделана в рамках стратегии «Triple Play», которая заключалась в завоевании лидирующих положений на рынке казуальных игр.
17 июля 2007 года Oberon Media анонсировала покупку компании PixelPlay, которая являлась на тот момент крупнейшим разработчиком и издателем компьютерных игр для интерактивного телевидения. С покупкой PixelPlay Oberon Media завершила свою стратегию «Triple Play».
23 октября 2007 года Oberon Media и социальная сеть MySpace анонсировали партнёрское соглашение, по которому Oberon Media создаст канал продажи своих игр для участников MySpace, которых на момент данного соглашения насчитывалось около 110 млн.
1 апреля 2008 года компания THQ анонсировала покупку производителя казуальных игр, компанию Elephant Entertainment, а также установление партнёрства с Oberon Media, которое будет заключаться в совместной дистрибуции казуальных игр.
5 января 2011 года Oberon Media анонсировала своё партнёрство с компанией Panasonic, а 18 января того же года — с компанией Lenovo.